# Swift J1818.0-1607
Swift J1818.0-1607 (PSR J0108-1431) è una pulsar molto giovane situata a 15000 al di distanza dalla Terra nella costellazione del Sagittario. È stata scoperta a marzo 2020 dal telescopio spaziale Swift, da cui prende il nome, ed è la più giovane pulsar conosciuta al momento della scoperta, con un'età stimata in circa 240 anni. Effettua una rotazione ogni 1,36 secondi ed ha una massa due volte quella solare con un diametro di soli 25 chilometri.